# Unfallflucht (Österreich)
Fahrerflucht ist in Österreich keine Straftat, sondern eine Verwaltungsübertretung. Laut § 4 Abs 2, Abs 5 StVO müssen mit einem Verkehrsunfall im ursächlichen Zusammenhang stehende Personen ohne unnötigen Aufschub die nächste Polizeidienststelle verständigen. Unterbleibt dies, begeht eine solche Person gemäß § 99 Abs 2 lit a oder Abs 3 lit b iVm § 4 StVO Fahrerflucht. Eine solche Verständigung darf nur unterbleiben, wenn diese Personen oder jene, in deren Vermögen der Schaden eingetreten ist, einander ihren Namen und ihre Anschrift nachgewiesen haben.